# Inferno - Canto ventottesimo

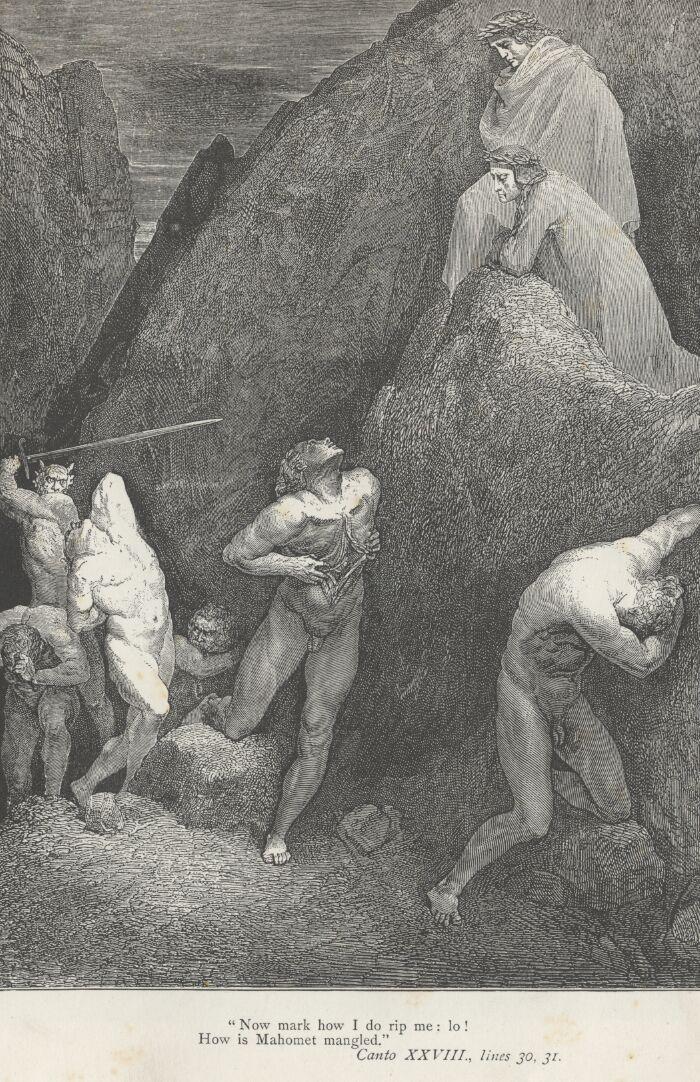
«Or vedi com' io mi dilacco! vedi come storpiato è Mäometto!» (XXVIII, vv. 30-31). Illustrazione di Paul Gustave Doré.

Il canto ventottesimo dell'Inferno di Dante Alighieri si svolge nella nona bolgia dell'ottavo cerchio, ove sono puniti i seminatori di discordie; la vicenda si svolge il pomeriggio del 9 aprile 1300 (Sabato santo), o secondo altri commentatori del 26 marzo 1300.

## Incipit
(Anonimo commentatore dantesco del XIV secolo)

## Temi e contenuti

### I seminatori di discordia - versi 1-21

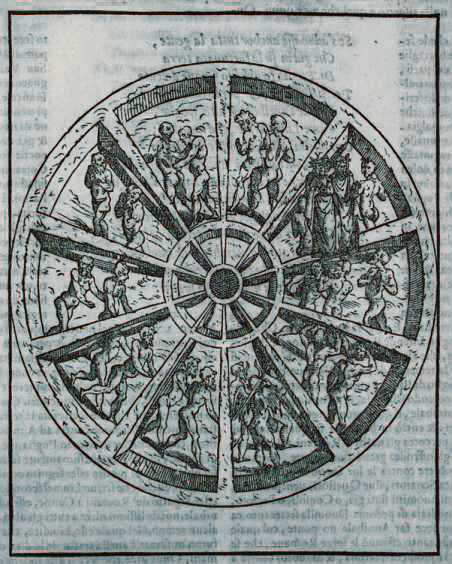
Alessandro Vellutello, illustrazione della nona bolgia

Nel canto precedente Dante annunciava questa bolgia come quella dove "si paga il fio / a quei che scommettendo acquistan carco", cioè di coloro che ebbero colpa nello "sconnettere" nel creare divisioni e discordie tra le persone. La narrazione ora esordisce con il dichiararsi il poeta in difficoltà nel descrivere bene (a pieno) il sangue e le ferite che vede. Sia la lingua intesa come parole adatte, sia la capacità mentale di comprendere mancano a Dante per poter capire ciò che vede, perciò ricorre ad una lunga immagine figurata: se si potesse adunare tutta la gente che nella terra di Puglia (intesa in senso ampio, come meridione d'Italia continentale, a il riferimento è chiaramente alle antiche corti di Federico II di Svevia), soggetta alla Fortuna, sentì il travaglio e il dolore con il proprio sangue per le guerre violente, e se tutti questi feriti alzassero le loro membra trafitte o mozzate, nulla basterebbe ad aequar, cioè ad uguagliare, quanto la nona bolgia era sozzamente piena di anime mutilate.
Le guerre che insanguinarono l'Italia meridionale che Dante nomina sono:
- Quella che fece fare così alti monti di anelli di "Troiani": la seconda guerra punica, in particolare la battaglia di Canne, dove Annibale sconfisse i Romani (indicati come Troiani perché secondo l'Eneide essi derivavano da Enea) e secondo Tito Livio i Cartaginesi portarono via ai nemici sconfitti tutti gli anelli d'oro facendone un cumulo di tre moggia;
- Quella di Roberto il Guiscardo, che conquistò la Puglia nell'XI secolo;
- Le guerre angioine, in particolare:
  - La Battaglia di Benevento, dove venne sconfitto Manfredi, per la quale i baroni della parte continentale del Regno di Sicilia furono traditori (fu bugiardo ciascun pugliese), facendo passare Carlo d'Angiò a Ceprano, vera porta d'accesso del regno attraverso il passaggio sul Liri
  - La Battaglia di Tagliacozzo, dove venne ingannato e sconfitto Corradino di Svevia (1268), grazie al consiglio dato da Alardo di Valéry a Carlo I d'Angiò. Secondo tale piano Carlo passò l'armatura e le insegne al suo aiutante in campo, il nobile Henry de Cousances; quando quest'ultimo fu sopraffatto, l'esercito ghibellino credette di aver vinto e - rotte le file nel giubilo - fu attaccato e massacrato dalle truppe di riserva, nascoste nella boscaglia.

Questo insistere sul fatto che le battaglie decisive che dettero agli Angiò il controllo sull'Italia meridionale fossero state vinte grazie al tradimento e al di fuori delle regole della tradizione cavalleresca (sanz'arme) è stato ricondotto ad un più generale atteggiamento anti angioino di Dante attestato anche altrove.

### Maometto eAlì- vv. 22-63
A questo punto Dante comincia a descrivere i singoli dannati. Il primo sul quale gli cade l'attenzione è squarciato al centro del petto, come una botte che ha perso la doga centrale (mezzula) o il fondo (lulla) e si dilunga con disprezzo e con linguaggio volgare e plebeo a descrivere la miseria di un dannato verso il quale suscita compassione in quanto anche lui, come il Poeta, si trova all' Inferno, il primo orribilmente squartato, il Poeta solo di passaggio, come un osservatore che prende nota degli eventi. Il peccatore è aperto dal mento fin dove si trulla (dove si "emette l'aria intestinale", il sedere) e tra le gambe gli pendono le interiora, scoprendo la corata e lo stomaco, indicato con la più volgare delle perifrasi “'l tristo sacco / che merda fa di quel che si trangugia”. Egli si apre il petto quasi per creare compassione in Dante, ma lo sdegno di Dante si riflette in tutta la melliflua meschinità delle parole che gli fa dire: (parafrasi) "Guarda come mi scoscio (dilacco)! Guarda com'è storpiato Maometto! Davanti a me se ne va anche Alì, ferito sul volto dal mento ai capelli (il ciuffetto)".

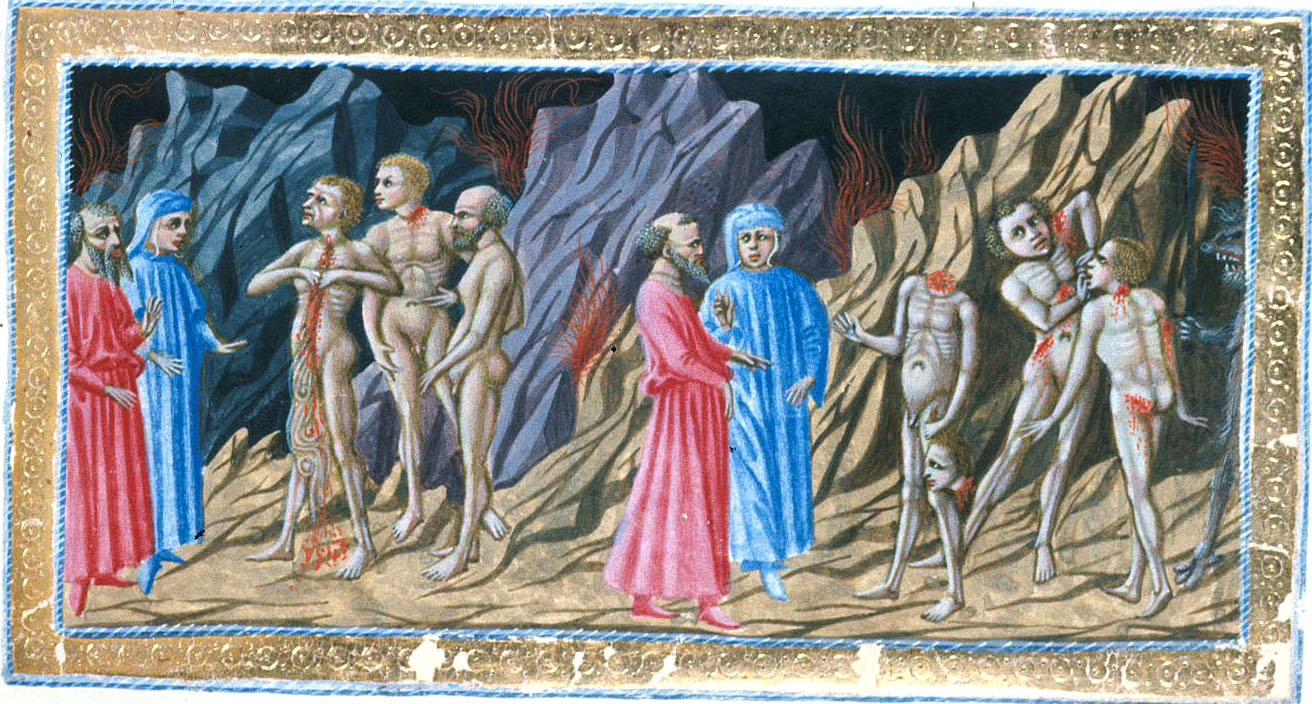
Priamo della Quercia, illustrazione del Canto XXVIII

Dante aveva probabilmente una conoscenza parziale dell'islamismo, ma nel collocare Maometto ed Alì rimprovera loro non tanto di professare una falsa religione, quanto di aver provocato la separazione della comunità degli uomini. Le ferite dei due sono complementari e indicano la prosecuzione nell'opera dell'uno in quella dell'altro, anche se per Alì forse è più corretto dire che fu responsabile di uno "scisma nello scisma". Il contrappasso è chiaro e viene spiegato da Maometto e più avanti da Bertrand de Born: come essi divisero le genti adesso il loro corpo è diviso da diavoli armati di spada, che rinnovano le loro mutilazioni ogni volta che si rimarginano ad ogni giro della bolgia (ci accisma viene dal provenzale e vale "ci acconcia, ci fa toeletta" con valore antifrastico).
Il dannato chiede poi chi sia Dante, se sia un dannato che indugia ad arrivare al luogo della sua pena, e Virgilio risponde per lui: "Né morte 'l giunse ancor, né colpa 'l mena" cioè, non è né morto né dannato, ma con la sua guida deve avere un'"esperienza piena" dell'Inferno girone per girone, e ciò è la verità quanto lo è il fatto di parlare ora.
All'udire che Dante era vivo tutta la bolgia si arresta a guardare Dante stupita, obliando il martiro. Maometto resta con un piede sospeso tra un passo e l'altro (immagine poco riuscita di Dante, secondo molti critici, che forse però è segnalata per ridicolizzare ulteriormente il dannato) e si appresta a fare una raccomandazione a Fra' Dolcino, che Dante la riporti quando torna su nel mondo. Con tale menzione Dante potrebbe aver voluto accomunare il libertarismo attribuito ai dolciniani alla poligamia ammessa dalla società araba. Maometto dice: (parafrasi) "Di' a Fra Dolcin che si armi di vettovaglie, se non vuole raggiungermi presto (morendo), che sarà bloccato nella neve. Se non lo fa recherà una facile vittoria al vescovo di Novara, vittoria che altrimenti sarebbe tutt'altro che facile". Per inciso Fra' Dolcino è l'unico eretico "vero" citato nell'Inferno (nella bolgia degli eretici sono invece citati solo epicurei, atei). Solo dopo aver parlato Maometto può nuovamente appoggiare il piede e ripartire.

### Pier da Medicina - vv. 64-90

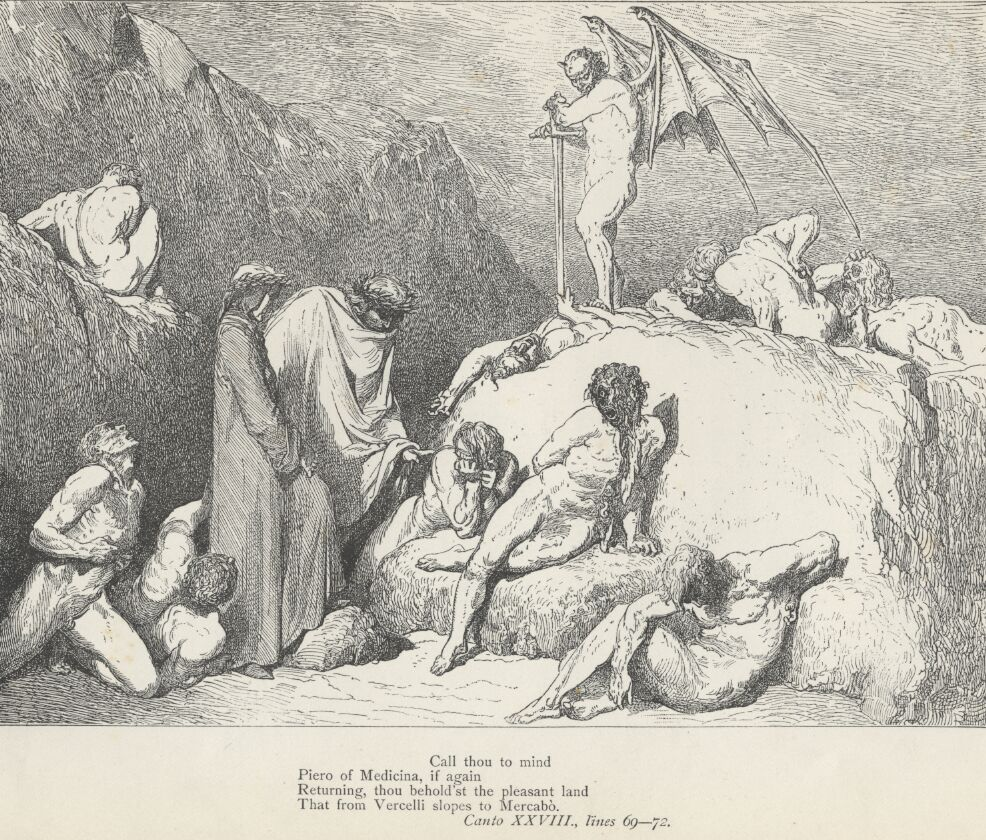
Pier da Medicina, illustrazione di Gustave Doré

Questo canto è tra i più affollati di dannati, che si alternano l'uno dopo l'altro con stili e sentimenti diversi. 
Dopo la descrizione di Maometto, rappresentante di quel mondo arabo che nel Medioevo aveva convissuto con il mondo ebraico e cristiano, contribuendo alla salvaguardia dei saperi mediorientali e greci e di tutto il bacino del Mediterraneo, nonché alla tutela persino dei vangeli e delle sacre scritture, dei trattati scientifici provenienti dall' Egitto, oltreché alla salvaguardia delle comunità e dei commerci di cibo, spezie, materie prime, stoffe, oro, in cui il noto Profeta si mostra a Dante orribilmente straziato con parole che, lette senza scherno, riflettono l'orrore in cui il poeta è tuffato, costretto a vederne gli scempi, si presenta a Dante un dannato con un buco nella gola (canna, vedi anche canto VI) dal quale zampilla orrendamente sangue quando parla; egli ha il naso tagliato fino agli occhi e un orecchio solo; dopo essersi arrestato per maraviglia, è il primo a prendere la parola (si fa per dire, visto la sua canna aperta) dopo l'uscita di scena dell'altro.
Dice rivolgendosi a Dante pregandolo, con un tono piuttosto aulico, che se è quello che conobbe in vita in Italia, che si ricordi di lui, Pier da Medicina, se mai tornasse a vedere "lo dolce piano / che da Vercelli a Marcabò dichina". La Vercelli in questione non è la città piemontese, ma l'antico nome di Voghenza in provincia di Ferrara. Questa rievocazione del dolce mondo dei vivi è assieme a quella di Francesca da Rimini, tra le più struggenti.
Anche Piero ha un messaggio da riferire ai vivi: di dire ai due migliori di Fano, Guido del Cassero e Angiolello da Carignano, che, se la facoltà di previsione dei dannati non è vana, saranno gettati in mare dal loro vascello tramite "mazzeratura" (in una sacco chiuso pieno di pietre) presso Cattolica, per il tradimento di un bieco tiranno (Malatestino da Rimini, citato indirettamente nel Canto XXVII a proposito della situazione della Romagna), un'azione tanto malvagia come non ne vide mai, tra Cipro e Maiorca (cioè nel Mar Mediterraneo) Nettuno, né per conto dei pirati, né dei greci (i proverbialmente crudeli argolici).
Quel tiranno traditore, che vede con un occhio solo (era infatti detto il Guercio) e che tiene Rimini, terra che questo dannato accanto a me (Curione, descritto nei successivi versi) vorrebbe non aver mai visto, li chiamerà (Guido e Angiolello) a far parlamento e poi farà così che ad essi non sarà necessario pregare o far voto per passare il vento di Focara (cioè essi saranno già morti quando la nave passerà da Focara, sede di proverbiali tempeste).
La mancanza di una qualsiasi fonte d'archivio sull'accaduto ha fatto pensare ad alcuni commentatori addirittura che qui Piero volesse perpetrare il suo peccato di seminatore di discordie mettendo zizzania tra i due di Fano e il signore di Rimini, anche se la precisione del racconto dantesco ha più un sapore di rivelazione e trattandosi di un fatto grave può darsi che, come in altri casi, la potenza dell'interessato abbia insabbiato qualsiasi menzione in documenti.

### Curione - vv. 91-102

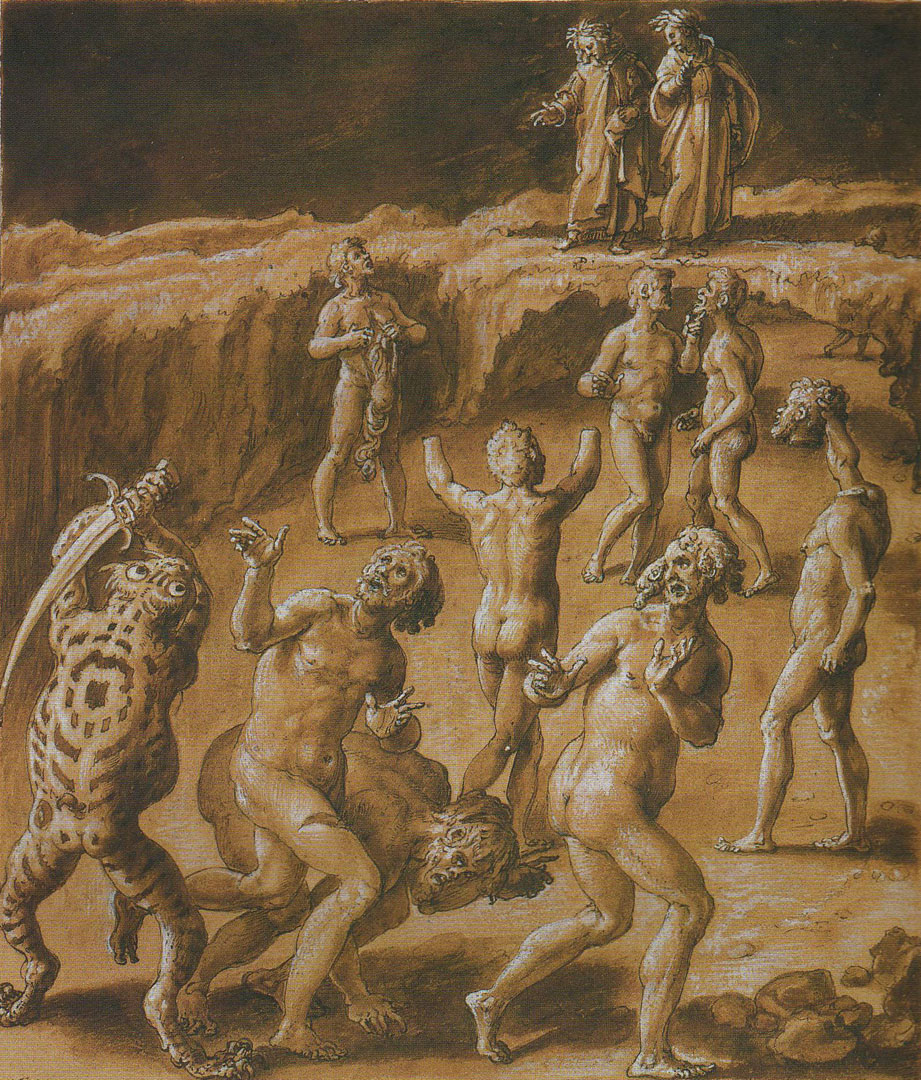
Canto 28, Giovanni Stradano, 1587

Dante è rimasto dubitante su chi sia il dannato la cui vista di Rimini è molesta, come da perifrasi di Piero, per cui ne chiede spiegazione. Per tutta risposta Piero prende un suo compagno per la mascella e brutalmente gli apre la bocca perché si veda come ha la lingua tagliata, quindi muto. Viene descritto come colui che, scacciato da Roma, troncò l'esitazione di Cesare, affermando che chi è fornito (di truppe), ebbe sempre danno dall'aspettare, e Dante chiude dicendo quanto fosse orribile "con la lingua tagliata nella strozza / Curïo, c'ha dir fu così ardito!".
Gaio Curione fu tribuno della plebe e, secondo Lucano, passò dalla parte di Pompeo a quella di Cesare durante la guerra civile perché corrotto, tanto da venire esiliato da Roma. Raggiunto Cesare a Ravenna nel 49 a.C. fece per lui da corriere per le sue lettere e quando portò quella che gli intimava di sgomberare l'esercito se non voleva essere dichiarato nemico della patria, consigliò il generale di attraversare il Rubicone vincendo l'esitazione e marciando verso Roma.

### Mosca dei Lamberti - vv. 103-111
Ma viene già innanzi un quarto dannato che tiene in alto i moncherini perché ha entrambe le mani mozzate e, particolare raccapricciante, il sangue gli zampillava fin sulla faccia.
che disse, lasso!, 'Capo ha cosa fatta',

che fu mal seme per la gente tosca".

E io li aggiunsi: "E morte di tua schiatta";

per ch'elli, accumulando duol con duolo,

sen gio come persona trista e matta.»
(vv. 106-111)
È Mosca dei Lamberti, già citato tra gli spirti ch'a ben far puoser gl'ingegni nell'episodio di Ciacco e che è qui ricordato per la frase Cosa fatta capo ha, intesa come solo le cose compiute hanno un fine, il tergiversare non porta a nulla (non è un caso che sia accanto a Curione, in questo caso suo omologo antico). La famosa frase citata anche dal Villani, fu pronunciata a proposito dell'uccisione di Buondelmonte de' Buondelmonti, che aveva ripudiato una donna degli Amidei, vendicandone l'onta. Dalle lotte tra Amidei e Buondelmonti i cronisti medievali facevano risalire le divisioni cittadine in guelfi e ghibellini.
Dante in questo episodio gli ricorda bruscamente come anche i Lamberti, ghibellini, subirono la stessa sorte degli Uberti, venendo sterminati e esiliati durante le lotte di quel periodo (tanto da essere perseguitati ostinatamente dalla parte guelfa durante la vittoria di Benevento); a questa triste menzione il dannato se ne va via rattristato e fuori di sé. In quest'episodio non c'è niente della magnanimità di altri grandi spirti come Farinata degli Uberti o, in tono minore, Tegghiaio Aldobrandi.

### Bertran de Born - vv. 112-142

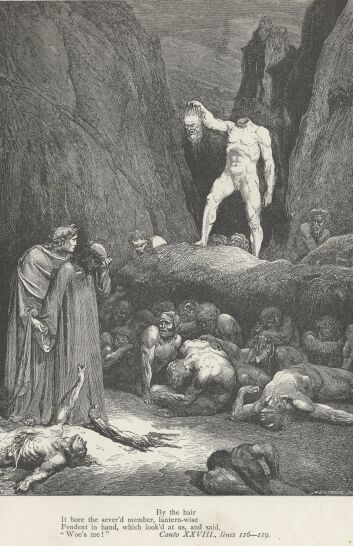
Bertran de Born, illustrazione di Paul Gustave Doré

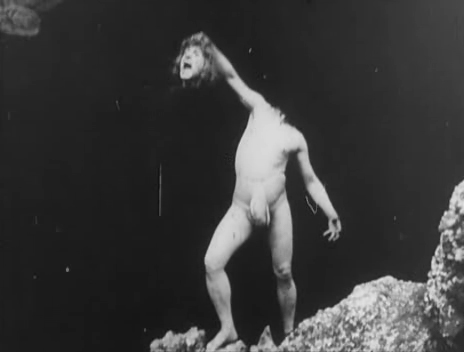
Bertran de Born, versione cinematografica de L'Inferno del 1911

Dante non accenna a andar via (nel prossimo canto verrà spiegato perché) e vede una cosa che, raccontata senza testimoni, non sarebbe creduta da nessuno; egli lo fa perché la sua coscienza pulita lo rende sicuro di sé, altrimenti non ne avrebbe nemmeno parlato (Dante usa spesso queste premesse verso il lettore quando sta per descrivere qualcosa di particolarmente prodigioso). Un uomo con la testa mozzata se ne va tenendola in mano per i capelli "a guisa di lanterna" e guarda i due poeti dicendo "Oh me!" (da leggere òme, per la rima composta con chiome e come). Esso è una persona sola e due insieme: come fosse possibile lo sa solo Dio. Platealmente, l'anima decapitata si avvicina al ponte e una volta arrivata in cima alza la mano e il braccio perché sia visibile la testa che parla. Si presenta quindi con queste parole: (parafrasi) " Oh voi che andate guardando i morti, guardate ora questa pena dolorosa e vedete se ve n'è alcuna peggiore. E affinché tu (Dante) porti notizia di me (nel mondo dei vivi) sappi che io sono Bertram dal Bornio, colui che diede al giovane re (Enrico il Giovane) i cattivi consigli, mettendolo contro il padre (Enrico II), peggio di come fece Achitofel con Assalonne e Re Davide".
L'espressione "guardate e vedete se c'è una pena peggiore della mia" è ripresa dalla Bibbia (Libro delle Lamentazioni I, 12), e verrà usata con qualche differenza anche da Mastro Adamo nel Canto trentesimo.
Segue poi una delle rare spiegazioni esplicite del contrappasso, che qui viene persino nominato:
(vv. 139-142)
"Come io divisi persone così unite, adesso tengo il mio cervello separato dal tronco, così agisce in me il contrappasso".